# Bleyen
Bleyen ist ein Ort im Landkreis Märkisch-Oderland in Brandenburg und ein Ortsteil der Gemeinde Bleyen-Genschmar. Die Gemeinde Bleyen-Genschmar entstand am 31. Dezember 2001 aus dem freiwilligen Zusammenschluss der bis dahin selbständigen Gemeinden Bleyen und Genschmar.
Zusammen mit den Gemeinden Alt Tucheband, Golzow, Küstriner Vorland und Zechin werden die Amtsgeschäfte durch das Amt Golzow seit 1992 getätigt.

## Geographische Lage
Die Gemeinde liegt im östlichen Oderbruch an der hier die Grenze zwischen Deutschland und Polen bildenden Oder, in die östlich gegenüber dem Ortsteil Neubleyen deren bedeutendster Nebenfluss Warthe einmündet.

## Ortsgliederung und Verwaltung
Der Ort Bleyen besteht aus den bewohnten Gemeindeteilen Altbleyen, Neubleyen, Drewitz Ausbau und Schaumburg. Ortsvorsteher des Ortsteils ist Harald Engel.

## Geschichte
Im ersten Drittel des 13. Jahrhunderts gründete der Templerorden hier am linken Oderufer die Komturei Lietzen, 
um die Region zu besiedeln. Zu den Eigentumsortschaften der Kommende gehörte auch das Dorf 
Blewen (Bleyen). Vermutlich im Jahr 1229 erließ Bischof Laurentius II. von Lebus den Templern den Zehnten von 250 Hufen.
Im Jahre 1824 kaufte Regierungsassessor Lindenthal durch Erbpacht den Ort. Letzter Besitzer des Rittergutes war Wilhelm Pahl.
1928 entstand die Landgemeinde Altbleyen mit den Ortsteilen Neu Drewitz und Neu Schaumburg.
1945 führten die letzten Versorgungswege in die Festung Küstrin über Bleyen.

### Einwohnerentwicklung
| Jahr      | 1875 | 1890 | 1910 | 1925 | 1933 | 1946 | 1995 | 2000 | 2009 | 2020 |
| Einwohner | 119  | 108  | 200  | 358  | 306  | 475  | 235  | 253  | 209  | 169  |

## Politik

### Wappen
| Wappen von Bleyen | Blasonierung: „Wellenförmig geteilt von Blau, Silber und Blau; darin pfahlweise drei gegengewendete Bleie in Silber, Rot und Silber.“ |
| Wappen von Bleyen | |

### Flagge
Die Flagge ist blau-weiß-blau (1:2:1) gestreift und mittig mit dem Gemeindewappen belegt.